# Hívj fel, ha odaértél
A Hívj fel, ha odaértél (Call Me When You Get There) A Goldberg család című amerikai szituációs komédiasorozat első évadjának hetedik epizódja, amely Michael Patrick Jann rendezésében lett bemutatva az USA-ban, 2013. november 5-én.

## Cselekmény
|  | Alább a cselekmény részletei következnek! |

Mikor Barry megkapja a jogosítványát, annyira megörül, hogy egy menő ruhában rögtön beül a családi kocsiba, ám meglátja Beverlyt a hátsó ülésen, aki beviszi a házba, és elmondja neki a kőkemény szabályokat az autózással kapcsolatban, amik közül a legfontosabb, hogy mindig hívja fel, amikor megérkezett. Barryt kiborítják anyja hülye szabályai, ezért Ericától kér tanácsot, aki a saját módszerét: azt mondja Beverlynek, hogy az egyik barátnőjéhez megy tanulni, pedig bulizni megy. Erica elmondja, hogy aznap este van egy erdei buli. Barrynek tetszik az ötlet, ezért azt mondja az anyjának, hogy egy olyan gyerekhez megy spanyolt tanulni, akit ő is kedvel. Azt is hozzáteszi, hogy majd persze majd felhívja. Bevery rögtön beleegyezik. Amikor Barry odaér a buliba, észreveszi, hogy ott nincs telefon. Megmondja Ericának, aki csak annyit mond, hogy a hazugságokban szereplő embereket is be kell avatni, hogy fedezni tudjanak, ha kell.  Barrynek ez már sok, és ezért kétségbe esve azt kezdi kiáltozni, hogy "fel kell hívnom anyát!". Talál egy telefont, bedobja a pénzt, de rájön, hogy az nem működik, mivel a kagyló leszakadt. Végül arccal egy árokban talál rá Murray, akit Beverly küldött aggódása miatt. Murray titkos büntetésre ítéli Barryt és Ericát. Mindeközben Beverly egy reklámot látva vesz Papinak egy elsősegély-nyakláncot, azért hogyha elesik, megnyomja rajta gombot, és akkor jönnek a mentők, és megmentik. Papi visszautasítja, de Beverly titokban beteszi a sporttáskájába. Később egy randija után elesik, és nem tud felkelni. A nyakláncot nem akarja használni, ezért Adamtől kéri, hogy felsegítse, és aki segítségével rájön, hogy a nyaklánc nem is olyan nagy butaság.
|  | Itt a vége a cselekmény részletezésének! |